# لويس فرنانديز (رسام)
لويس فرنانديز (بالفرنسية: Luis Fernández)‏  (و. 1900 – 1973 م) هو رسام إسباني، ولد في أوفييدو، توفي في باريس، عن عمر يناهز 73 عاماً.

## التعليم
تعلم في Escola de la Llotja ‏
.